# Amblypygi
Amblipigii (din greacă: ἀμβλύς (amblús) - „tocit” + πυγή (pugḗ) - „coadă”) sunt nevertebrate care fac parte din clasa Arachnida. Acest ordin cuprinde aproximativ 5 familii, 17 genuri și 136 de specii. Ei se găsesc în regiunile tropicale și subtropicale din întreaga lume. Unele specii sunt subterane, de regulă, nocturne. În timpul zilei, ei se pot ascunde sub bușteni, scoarță de copac, pietre, sau frunze. Prefera un mediu umed. Amblipigienii se deosebesc ușor de celelalte arahnide prin forma aplatizată a corpului, pedipalpii masivi și picioarele anterioare alungite. Deși aspectul lor impresionant ne aduce să cred că suntem în fața unor animale teribil și feroce, ele sunt inofensivi pentru oameni. În contrast cu păianjeni, ei nu au glande veninoase și sericigene. În schimb, amblipigienii au pedipalpii spinoși. Cele mai mari specie sunt Heterophrynus cheiracanthius, Paraphrynus robustus, Phrynus armasi și Phrynus longipes, care ajung până la 35 – 40 mm în lungime. Iar cei mai mici au doar cca 5 mm: Charinus centralis (4,0 – 5,7 mm) și Charinus cubensis (4,5 – 5,0 mm). La extinderea picioarelor amblipigienii pot atinge câțiva zeci de centimetri.

## Morfologie

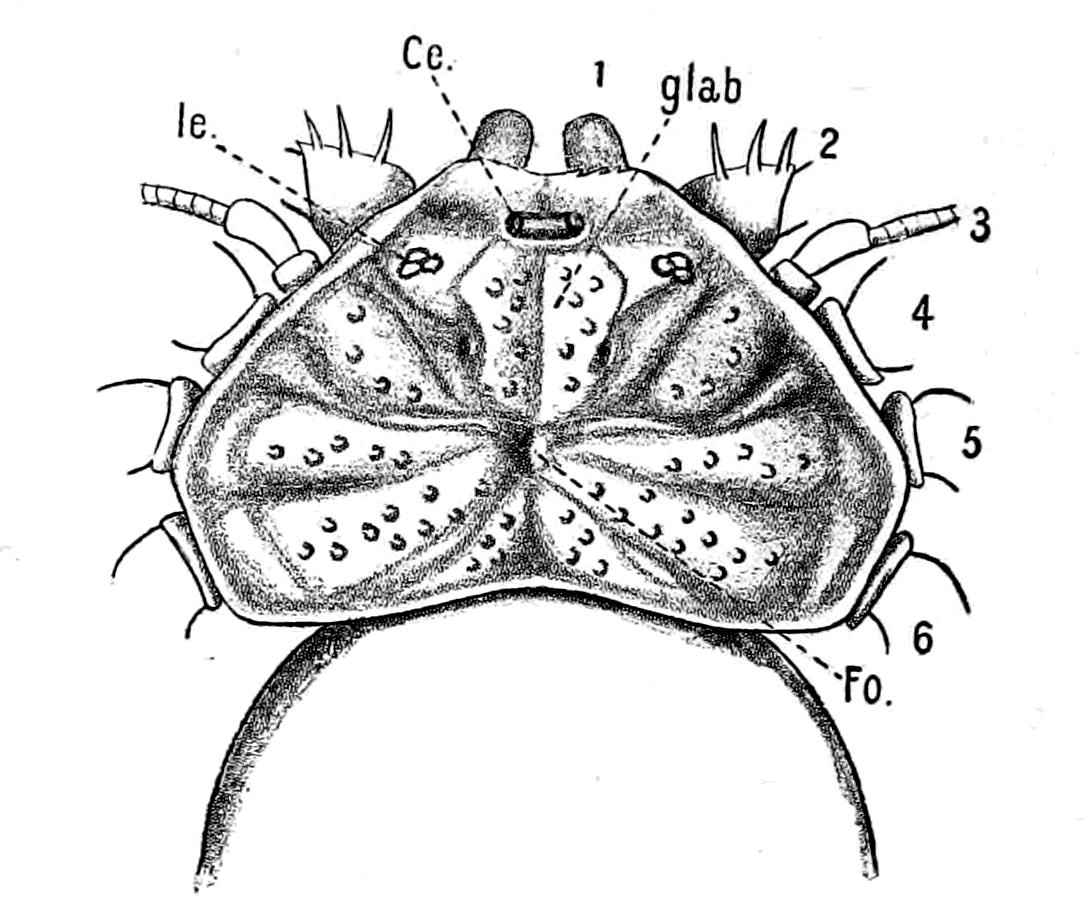
Morfologia prosomei (vedere dorsală)

Corpul este împarți în două regiuni: prosomă și opistosomă, acordate printr-un pețiol îngust. Tegumentul este puternic chitinizat. Colorația corpului variază de la maro la negru.
Prosoma (cefalotoracele) are formă trapezoidală și este extrem de aplatizată. Pe partea dorsală sunt situați o pereche de ochi mediani și două grupări laterale, alcătuite din trei de ochi. Prosoma poartă câte o pereche de chelicere și pedipalpi, și patru perechi de membre locomotoare. Carapacea este traversată de un șanț madian, marginile sunt proeminente. Suprafața prosomei este acoperită cu mici protuberanțe și tuberculi.
Chelicerele sunt alcătuite din două articole, ultimul având aspect de gheară. Ele se utilizează la fărâmițarea prăzii. La baza chelicerelor se află orificiul bucal.
Pedipalpii amblipigienilor sunt compuși din 6 articole, se termin cu țepi foarte neobișnuite pentru arahnide. Acești țepi le oferă o imagine înfricoșătoare. Ei sunt, relativ, foarte lungi și la extindere pot întrece lungimea corpului de câteva ori. Pedipalpii sunt folosiți la prinderea și retinerea prăzii, având capacitatea de a captura chiar și insecte aflate în zbor, precum moliile.
Membrele locomotoare sunt alcătuite din 7 articol: coxă, trohanter, femur, patelă, tibie, bazitars și tars. Picioarele anterioare sunt alungite, datorită multiplicării articolului tarsal, căpătând un aspect anteniform. Ele prezintă funcție tactilă, de cercetare a terenului din față. Lungimea picioarelor anteniforme poate ajunge până la 50 cm. Restul membrelor îndeplinesc rolul locomotor. Unele specii posedă ventuze, ceea ce facilitează mersul pe suprafețe plane. În plus, membrele loco-motoare sunt înzestrate cu gheare.
Opistosoma (abdomenul) este alcătuită din 12 segmente. Ea reprezintă partea cea mai voluminoasă a corpului, de regulă aplatizată asemenea prosomei. Excepție fac femelele gestante și amblipigienii ce au servit o masă bogată. Opistosoma are formă circulară. Partea dorsală este acoperită de tergite, iar ventral de sclerite. Lateral, tergitele și scleritele se unesc printr-o membrană pleurală.
Năpârlirea începe cu fisurarea cuticulei vechi în zona laterală, la nivelul articulării membrelor de corp. După năpârlire, cuticula este moale și albă, însă pe parcurs ea se întunecă și devine dură. Pentru a reveni la activitățile obișnuite este nevoie de aproximativ de o săptămână după năpârlire

## Anatomie
Sistemul nervos este puternic comasat. Toată masa nervoasă este concentrată în prosomă. Creierul ocupă poziție dorsală, fiind alcătuit din trei părți: protocereborn, deutocerebron și tritocerebron. Ventral se află masa ganglionară subesofagiană ce inervează pedipalpii, picioarele și organele interne. Organele de simți sunt reprezentate de ochi mediani și laterali și receptori mecanici. La unele specii cavernicole ochii lipsesc. Deoarece majoritatea amblipigienilor trăiesc în habitate întunecoase, cel mai dezvoltat simț este cel tactil. Un rol important în examinarea mediul ambiant revine picioa-relor anteniforme. În plus membrele sunt acoperite cu organe liriforme cu funcție olfactivă și cu diverși perișori mecanoreceptori.
Sistemul circulator este de tip deschis. Inima tubulară este complet amplasată în cadrul opistosomei. Anterior pornește o aortă cefalică ce irigă organele prosomei. Lichidul intern ce circulă prin cavitatea corpului se numește hemolimfă, iar pigmentul respirator – hemocianină.
Respirația se realizează de două perechi de plămâni situați în segmentele II și III ale opistosomei. Ei reprezintă saci cu lamele paralele bogate în vase sangvine. Plămânii se deschid în exterior prin stigme.
Aparatul digestiv nu se deosebește de structura clasică a arahnidelor. În orificiul bucal se deschid o pereche de glande salivare ce secretă enzime digestive. Apoi, urmează faringele musculos cu rol aspirator. Faringele este urmat de intestinul mediu ce formează diverticule intestinale. Diverticulele secretă fermenți pentru descompunerea hranei. Pe lângă fermentație, în diverticuli are loc absorbția și depozitarea nutrienților. Intestinul mediu continuă cu intestinul posterior și se deschid prin orificiul anal.
Excreția se efectuează prin glande coxale la nivelul prosomei și prin tuburile Malpighi la nivelul opistosomei. Glandele coxale se deschid lângă coxele picioarelor anterioare, iar tuburile Malpighi la limita dintre intestinul mediu și posterior.
La masculi gonadele sunt situate în opistosomă. Ele continuă cu o pereche de spermiducte care spre final se unesc și se deschid printr-un orificiu. Ovarul femelelor este o glandă unică concrescută, dar posedă două oviducte care se unesc într-o cameră numită uter. Din uter pornește un singur duct numit vagin.

## Reproducere

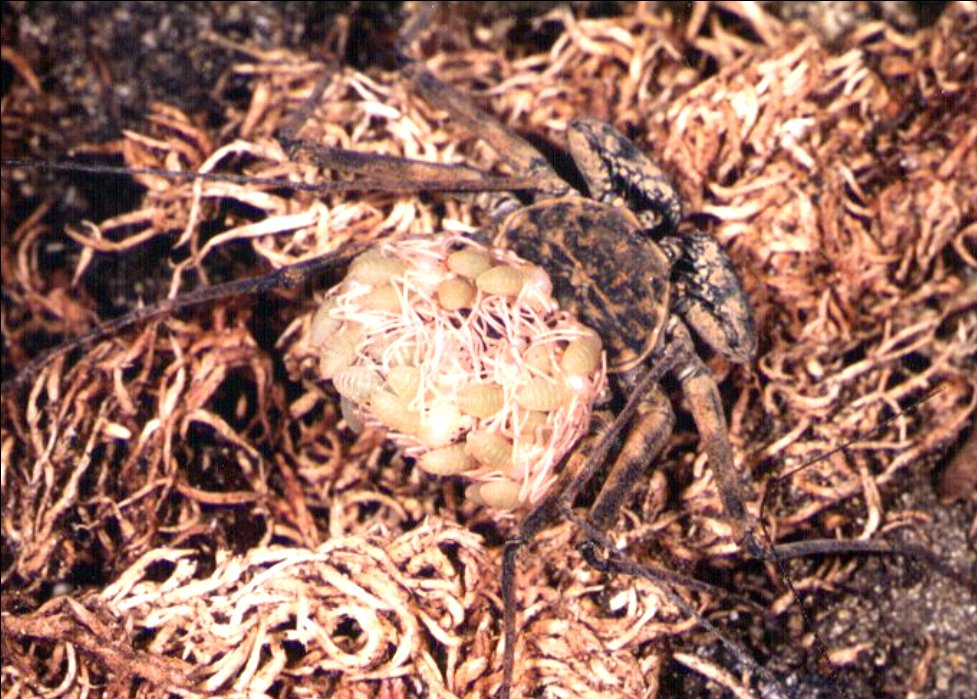
Femelă Damon diadema cu puii pe spinare

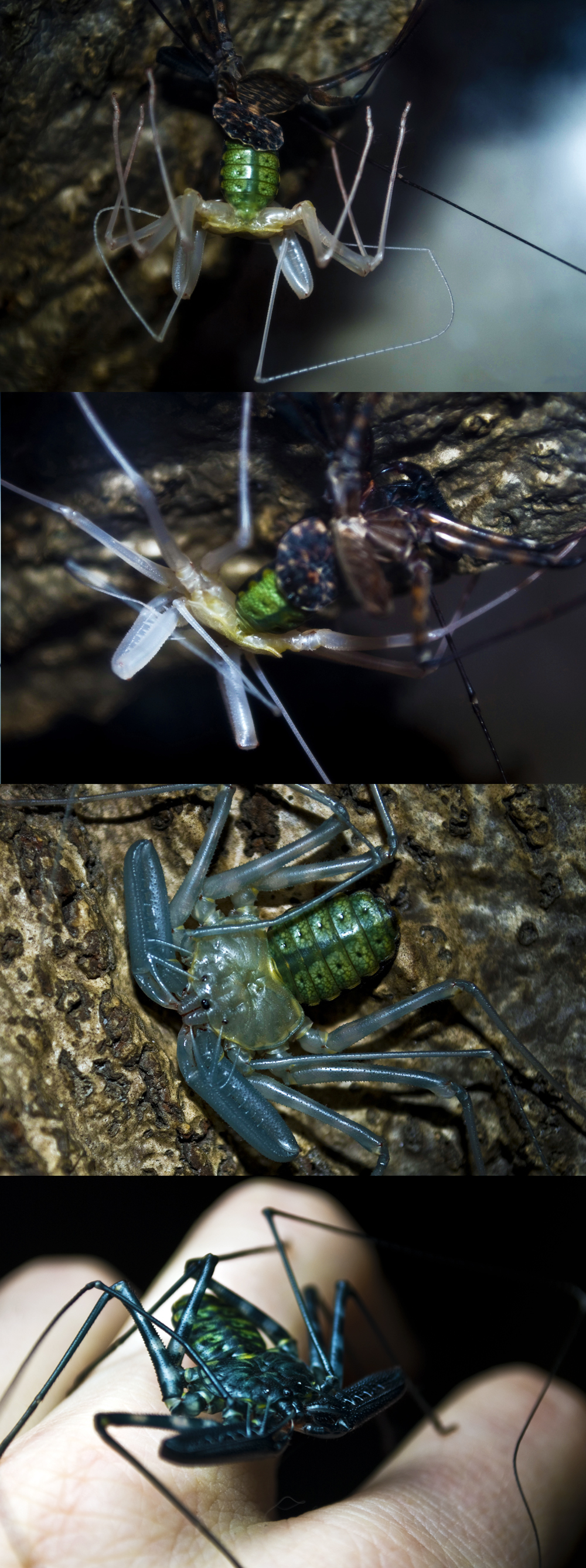
Etapele de năpârlire (Damon diadema)

Dimorfismul sexual este prezent, însă nu se manifestă așa de pronunțat ca la alte arahnide (păianjeni). Împerecherea implică o perioadă de curtare însoțită de lupte între masculi. Ei ași deschid larg pedipalpi și se împing reciproc. 
În acest moment sunt active și picioarele anteniforme, pentru o localizare cât mai exact adversarul. Lupta se termină când unul dintre rivali se retrage în semn de supunere, câștigătorul rămâne cu femela. 
Masculul va produce vibrații cu picioarele anteniforme și va lovi ușor femela. Acuplarea are loc prin intermediul depunerii unui spermatofor. Masculul direcționează femela peste spermatofor, în așa fel ca orificiul genital femel să se aranjeze deasupra capsulei seminale. Fecundarea este de tip internă. Ponta, formată din 20 – 50 de ouă, este acoperită de o membrană mucoasă și anexată de partea ventrală a opistosomei timp de 3 – 3,5 luni. Juvenilii căzuți accidental înainte de năpârlire sunt mâncați de către mama lor. După eclozare, juvenilii urc pe spinarea mamei și rămân acolo până la prima năpârlire. La unele specii s-a observat că tinerii trăiesc un anumit timp în grup, uneori chiar și lângă mama lor. Amblipigienii tineri își schimbă cuticula în fiecare an pe parcursul creșterii. Până la atingerea vârstei reproductive, are loc 6-8 năpârliri. La maturitate, năpârlirea este rară sau se stopează încetează complet.

## Ecologie

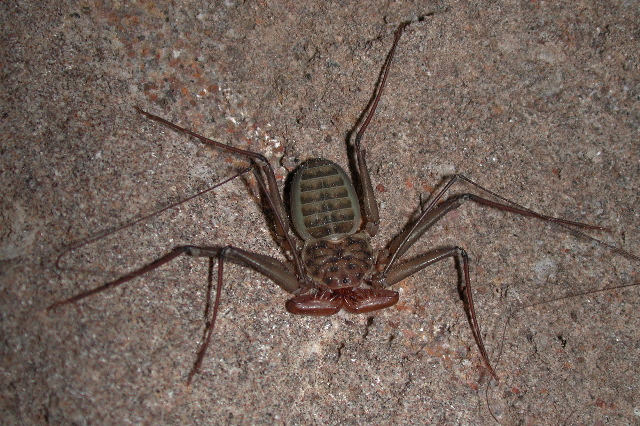
Phrynus mexicanus

Amplipigienii sunt animale nocturne, ziua se ascund sub pietre, bușteni, în frunziș, printre roci și pietre, în fisurile dintre stânci. Habitează în ecosisteme de păduri umede, multe specii duc un mod de viață cavernicol. Datorită aplatizării corpului, amblipigii pot pătrunde în cele mai înguste fisuri din stânci sau sub scoarța buștenilor. Aceste arahnide preferă să se deplaseze lateral asemeni crabilor. Nimerind la lumină sau simțindu-se amenințați, amblipigienii înțepenesc, așezându-se la pământ. La atingeri, ei accelerează brusc pentru a fugi de pericol. Dacă inamicul este foarte aproape, ei vor lupta folosindu-și pedipalpii țepoși. Articularea, relativ, orizontală a coxelor picioarelor față de planul corpului contribuie la mobilitatea amblipigienilor. Unele specii sunt arboricole, copacii fiind teritoriul de trai și de vânătoare. Speciile cavernicole pot fi slab pigmentate și au pedipalpii mai alungiți. În general, colorația oferă amblipigilor un camuflaj perfect pentru habitatele în care trăiesc.
În timpul locomoției sau repausului, picioarele anteniforme se mișca rapid cercetând teritoriul din jur. Aceste apendice tactile, sunt folosite pentru detectarea distanței și mărimii prăzii. Deoarece amblipigienii locuiesc în locuri unde există puțină lumină, aceste picioare anteniforme sunt extrem de importante pentru explorarea mediului. Amblipigii sunt capabili de autotomie în timpul unei lupte pentru a distrage atenția dușmanului sau când piciorul e prins în capcană. Punctul de rupere a piciorului este articulația patelă-tibie. Sectorul lipsă a piciorului este regenerat la următoarea năpârlire.
Amblipigienii vânează diferite artropode, uneori capturează chiar și insecte în zbor, amfibieni, rozătoare mici sau crustacee din bazine acvatice terestre (mlaștini, lacuri, cursuri de apă). Prada este reținută cu pedipalpii țepoși și fărâmițată cu ajutorul chelicerelor. În corpul victimei este injectat un lichid bogat în fermenți și începe digerarea extrabucală. În rezultat, se formează un lichid nutritiv care este absorbit cu ajutorul musculaturii prosomiene. Amblipigienii se numără printre puținele arahnide care beau apă. Canibalismul este slab răspândit, a fost observat în zonele suprapopulate și doar la un număr foarte redus de specii.
Speciile Phrynus marginemaculatus și Damon diadema sunt considerate a fi unele din puținele specii de arahnide care prezintă semne de comportament social. S-a observat că mama comunică cu tinerii atingându-i cu membrele anterioare prehensile. Într-un experiment, când mai multi frați au fost plasați într-un mediu necunoscut, ei au început să se caute reciproc reunindu-se într-un grup..

## Sistematică și răspândire
Amblipigienii au o răspândire nu prea largă, se întâlnesc în America de Sud, Antile, Africa, Australia și pe unele insule din oceanele Indian și Pacific.
Acest ordin cuprinde aproximativ 5 familii, peste 17 genuri și 136 de specii. În 1996, arahnologul Peter Weygoldt a propus divizarea ordinului în două subordine: Paleoamblypygi și Euamblypygi. Subordinul Paleoamblypygi este reprezentat de o singură familie cu o singură specie existentă – Paracharon caecus, descoperită într-un mușuroi de termite în Guineea-Bissau. Euamblypygi este reprezentate de celelalte patru familii. Charinidae sunt răspândiți în regiunile tropicale din sud-estul Asiei. Charontidae include specii endemice din Australia, Myanmar și Insulele Solomon. Phrynichidae se găsesc în Africa, sud-estul Asiei și un singur gen în Brazilia. Phrynidae este răspândit în sudul SUA, în nordul Braziliei, și un membru al genului Phrynus a fost descoperit în Indonezia. Pe continentul european se întâlnește o singură specie: Charinus ionnaticus  (Grecia, insulele Rodos și Kos). În Africa de Nord locuiește Musicodamon atlanteus (Maroc, Algeria), iar în Africa de Est au fost introduse câteva specii din genul Damon.
Taxonomic, ordinul Amblypygi este împărțit în două subordine:
- Subordin Euamblypygi:
  - Suprafamilie Charinoidea Quintero, 1986
    - Familie Charinidae Quintero, 1986

  - Suprafamilie Charontoidea Simon, 1892
    - Familie Charontidae Simon, 1892

  - Suprafamilie Phrynoidea Blanchard, 1852
    - Familie Phrynichidae Simon, 1892
    - Familie Phrynidae Blanchard, 1852
- Subordin Paleoamblypygi:
  - Familie Paracharontidae Weygoldt, 1996